# Čierny kameň (národní přírodní rezervace)
Čierny kameň je zrušená národní přírodní rezervace v katastrálním území obce Ľubochňa v okrese Ružomberok v Žilinském kraji na Slovensku. Chráněné území bylo vyhlášeno v roce 1964 a jeho rozloha byla 34,4 hektarů. Předmětem ochrany byly pralesovité porosty smrku ztepilého (Picea abies) s vtroušeným javorem klenem (Acer pseudoplatanus), jeřábem mukem (Sorbus aria) a v nižších polohách bukem lesním (Fagus silvatica) v závěru Ľubochnianské doliny. Lesní podrost charakterizuje bohatý výskyt vysokých kapradin a rostlin smrkového a kosodřevinového vegetačního stupně. Rezervace byla zrušena k 1. lednu 2024 a její území se stalo součástí zón národního parku Velká Fatra.

## Přírodní poměry
Stanovištní poměry Velké Fatry se vyznačují velkou pestrostí, která je zapříčiněná velkým rozpětím nadmořské výšky, proto se zde vyskytují pásma od bukodubového až po kosodřevinové. Zahrdnují v sobě souvislý pokryv porostů kosodřeviny na vápencích, což je v této části pohoří ojedinělý jev. V těchto porostech je možné pozorovat vzácný jev smíšení smrku, jeřabiny, javoru klenu a buku. Rezervace je také jedinečnou ukázkou plynulé návaznosti hranice lesa do porostů kosodřeviny. Lesní společensta se vyznačují úplným výčtem bohaté flóry vápencových bukových smrčin vysokých poloh.  
Roste tu protěž alpská (Leontopodium alpinum). Z ptáků se tu vyskytuje zedníček skalní (Tichodroma muraria).

## Galerie

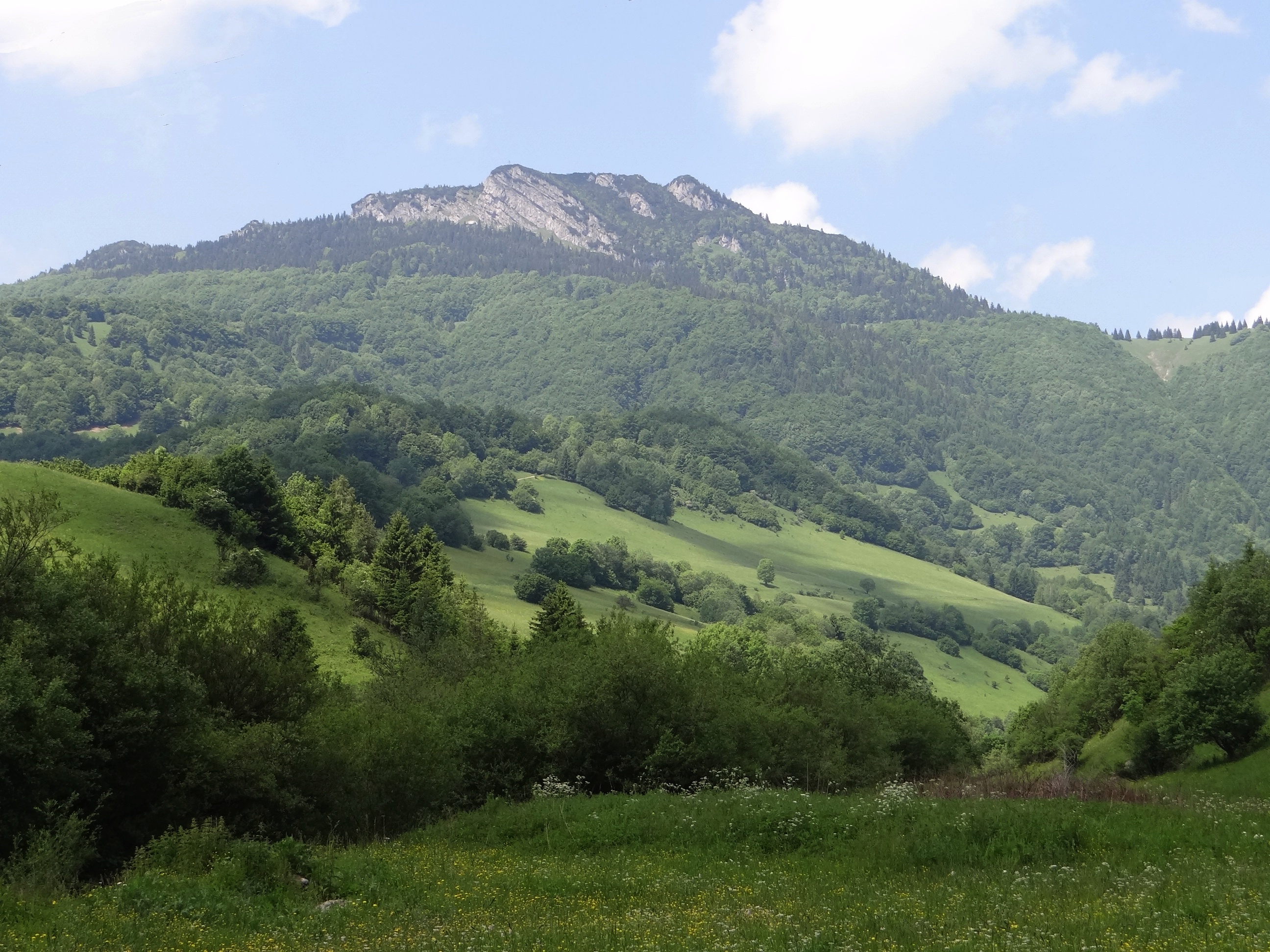
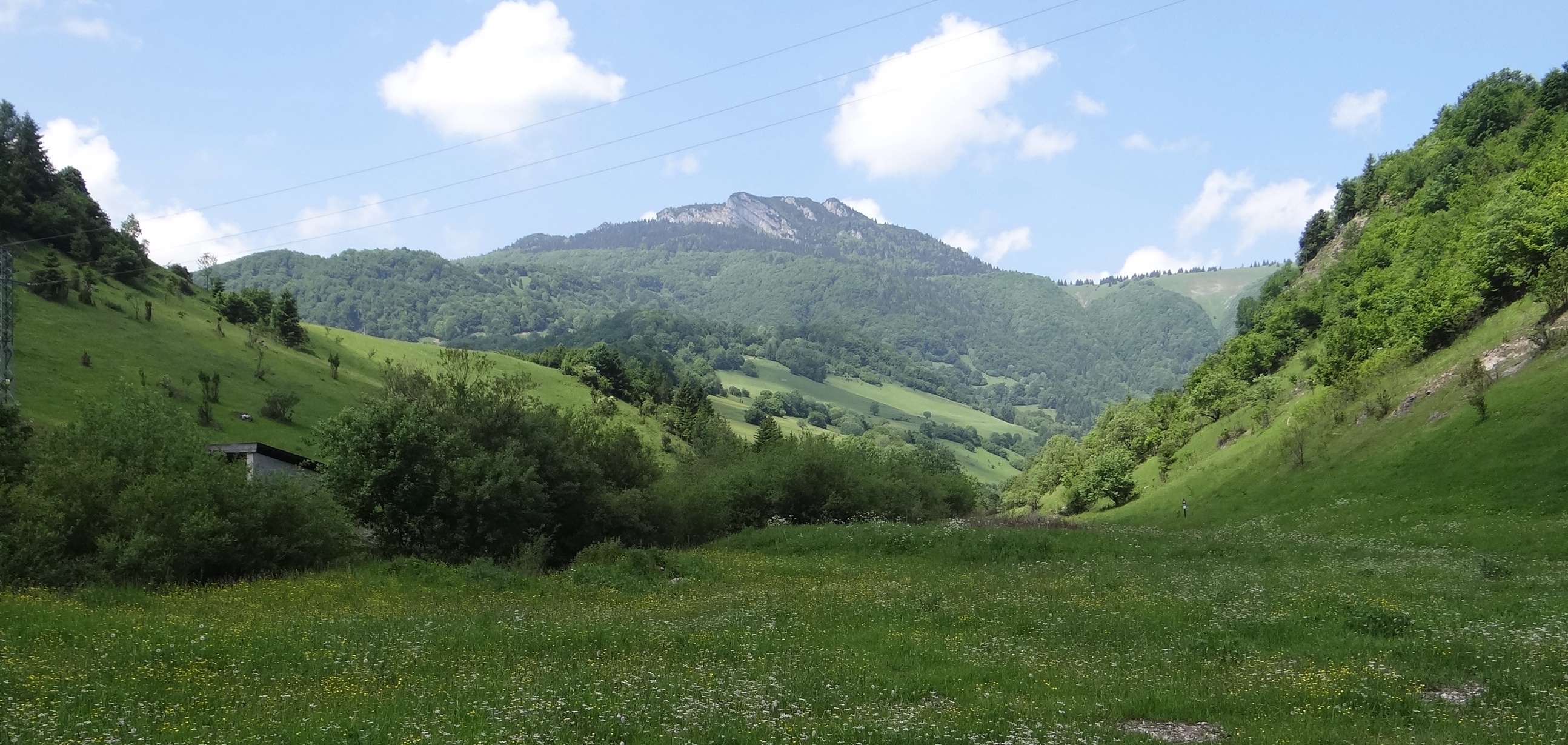
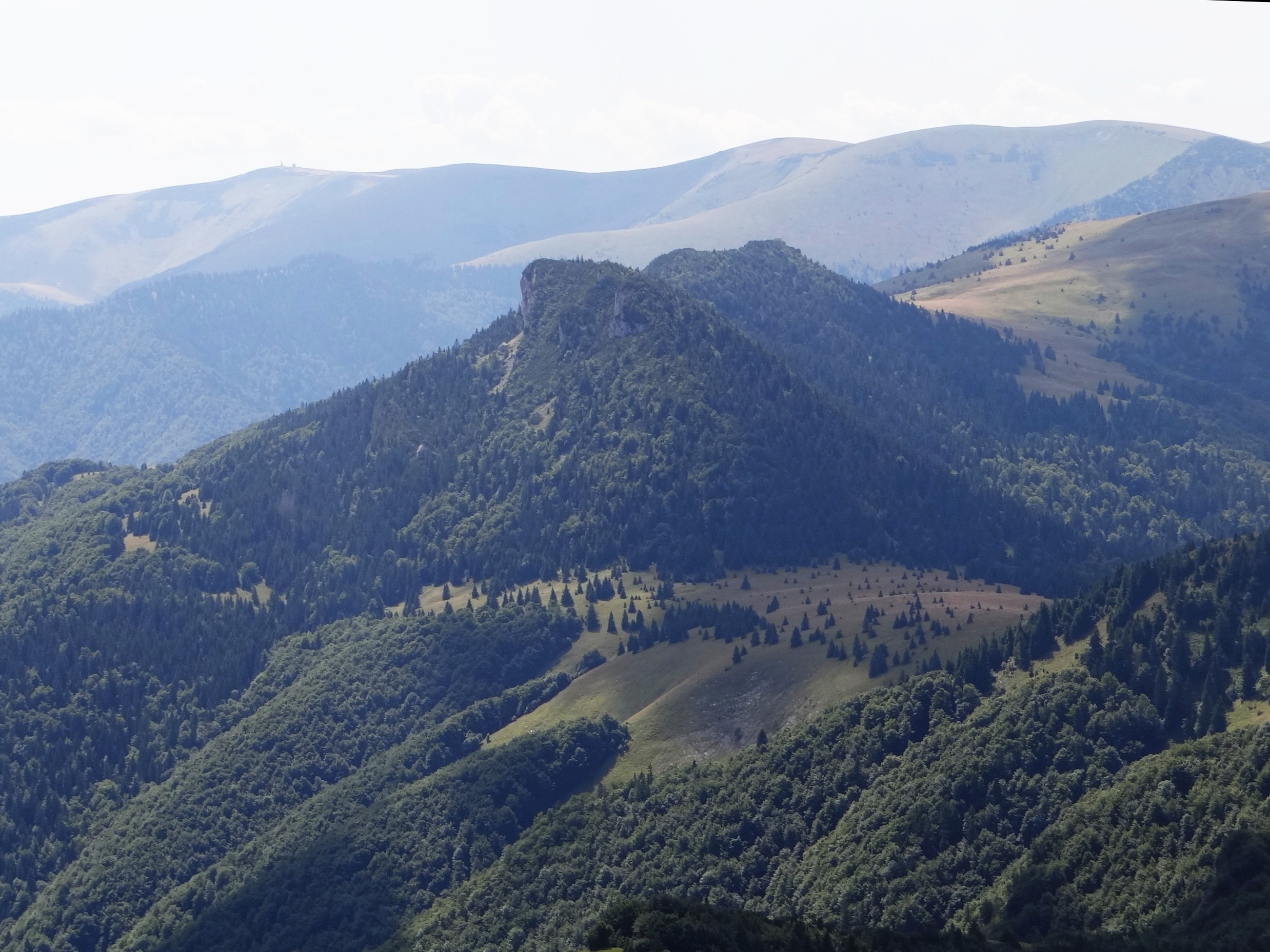
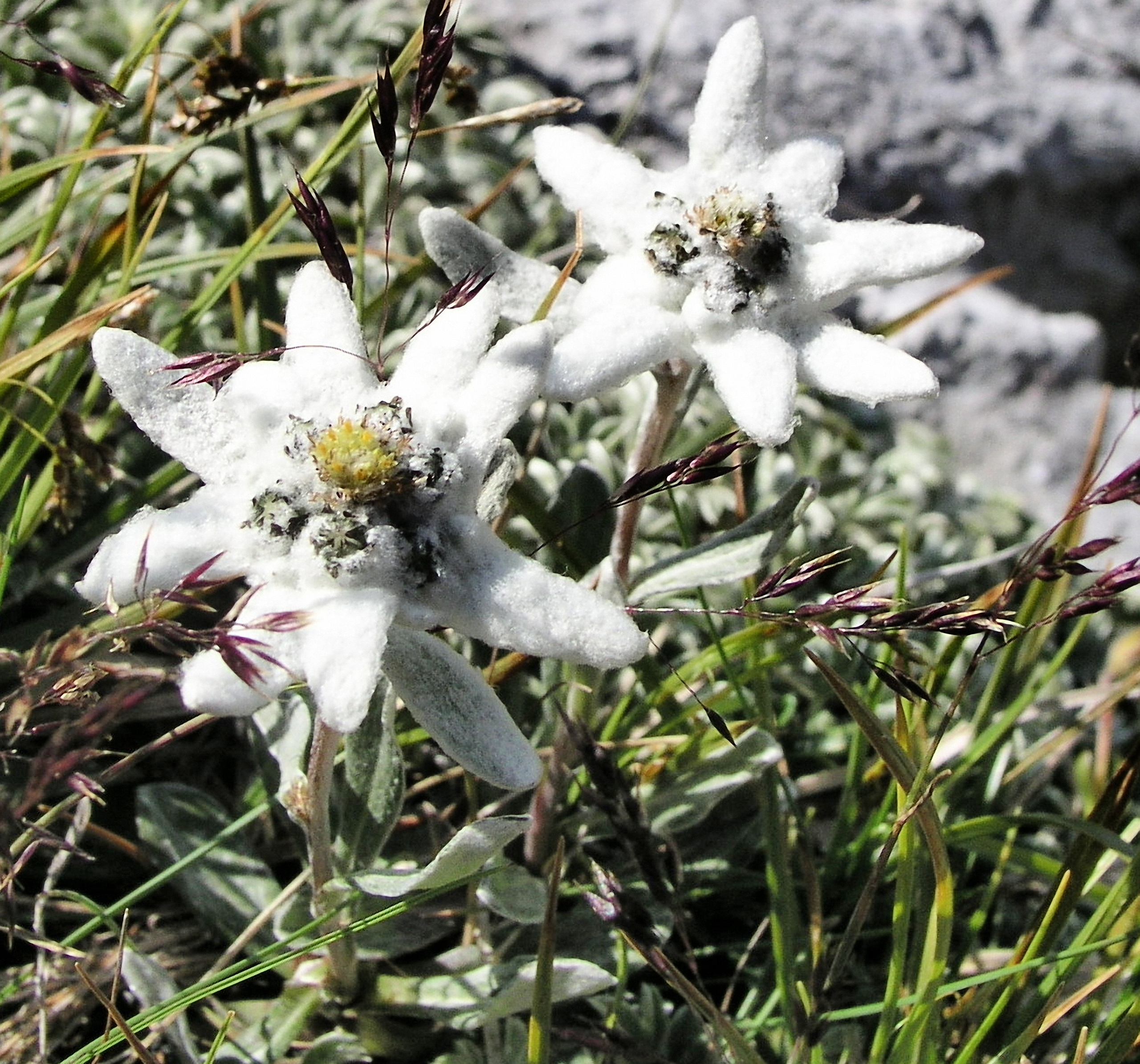
protěž alpská
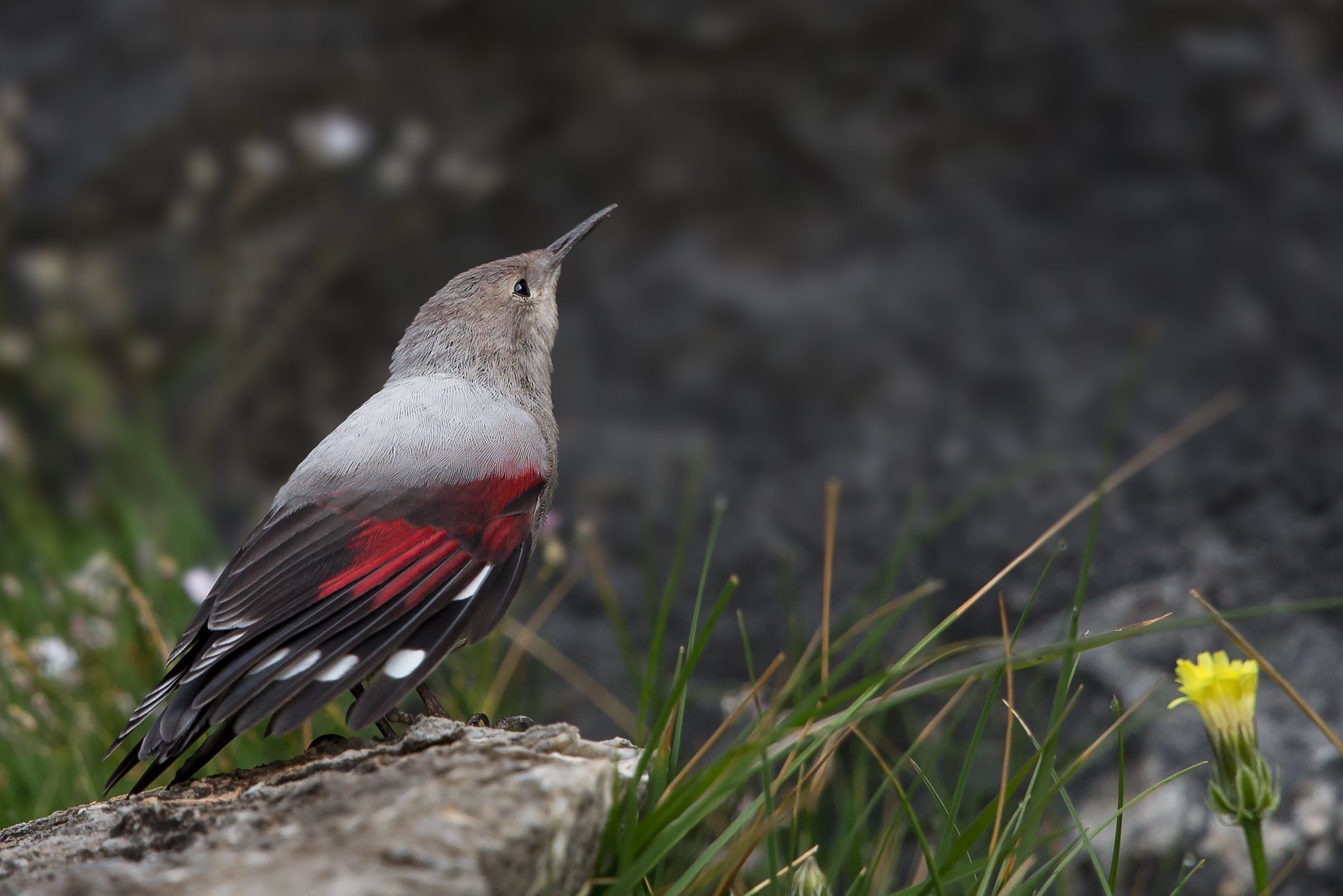
zedníček alpský

## Přístup
- zelená turisticky značená trasa č. 5600 nebo souběžně vedená naučná stezka Čierny kameň
- Vrchol Čierny kameň je turisticky nepřístupný.